# Radegunda
|  | Per a altres significats, vegeu «Radegunda de Treviño». |

Radegunda (Turíngia, 518-Poitiers, 13 d'agost de 587) va ser la segona esposa del rei merovingi Clotari I i, per tant, reina consort del regne franc de Soissons. Canonitzada, és venerada com a santa per la seva tasca de protecció i difusió del cristianisme al seu regne, on va fundar esglésies i monestirs, en un dels quals es va retirar.

## Biografia
Era filla del rei de Turíngia Berteri. Quan els reis francs Teodoric I i Clotari I van conquerir Turíngia, el 531, Radegunda va ser presa com a ostatge i portada a Nèustria. Va créixer a la cort de Soissons i Clotari, en veure la seva bellesa, va decidir prendre-la com a esposa. Llavors fou enviada a Athies per rebre-hi una educació adequada a una reina.
Radegunda va haver d'acceptar-ho i maridà Clotari cap al 540. De fet, no era més que una de les sis esposes i concubines que tenia el sobirà. El matrimoni va ser infeliç, per la brutalitat i contínues infidelitats del rei. Quan Clotari va fer assassinar Clotacari, germà de Radegunda i únic parent que li quedava viu, la reina va decidir d'abandonar el seu espòs i fer-se religiosa.

## La vida monàstica
Va ser ordenada diaconessa per sant Medard de Soissons i va fer un pelegrinatge a Tours. Després demanà consell a sant Joan de Chinon, anacoreta que vivia a la rodalia. D'allí anà a la terra de Saix, que li havia donat Clotari, i hi fundà un oratori i un hospici, on es dedicà a l'assistència als leprosos.

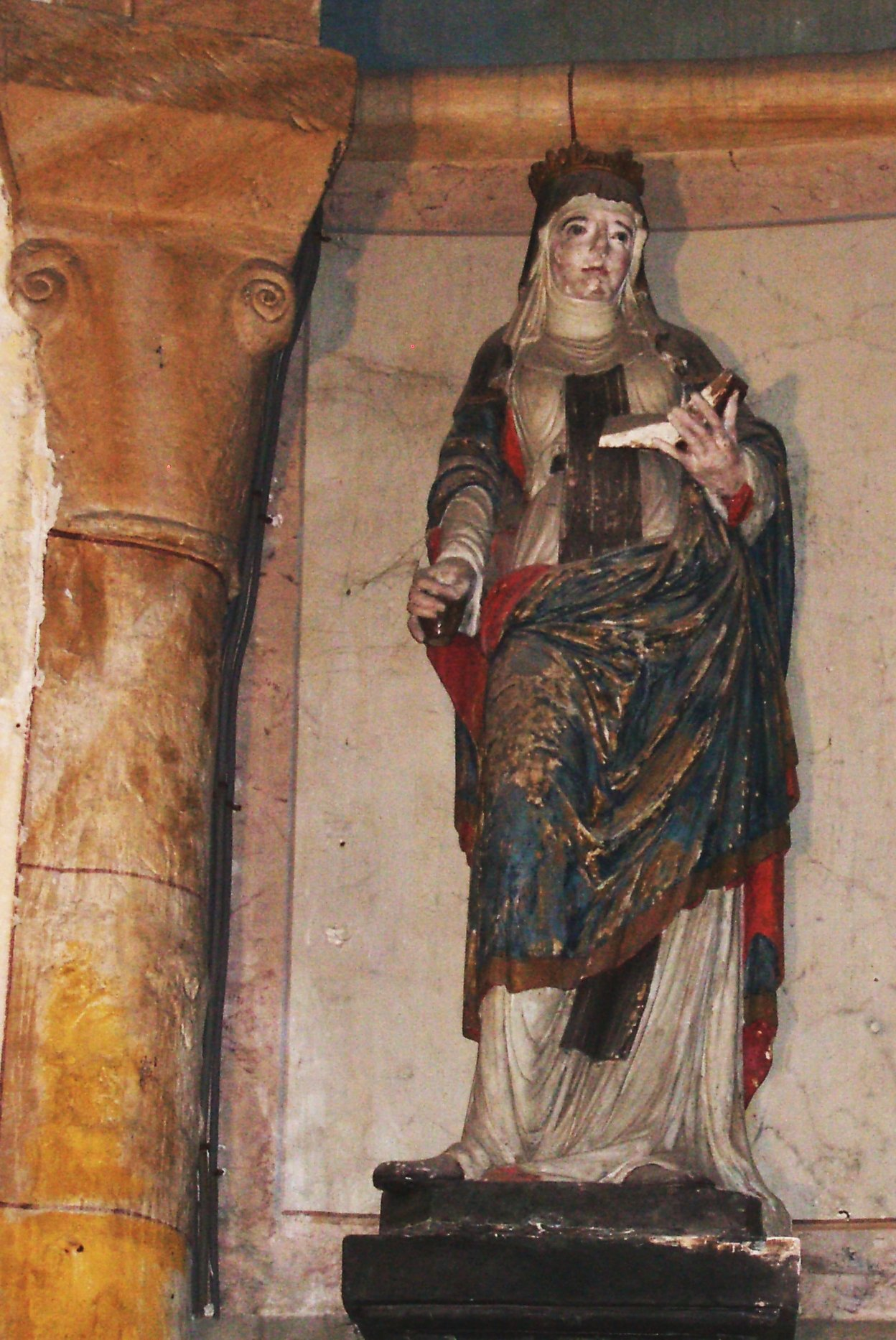
Talla a Sainte-Radegonde de Giverny
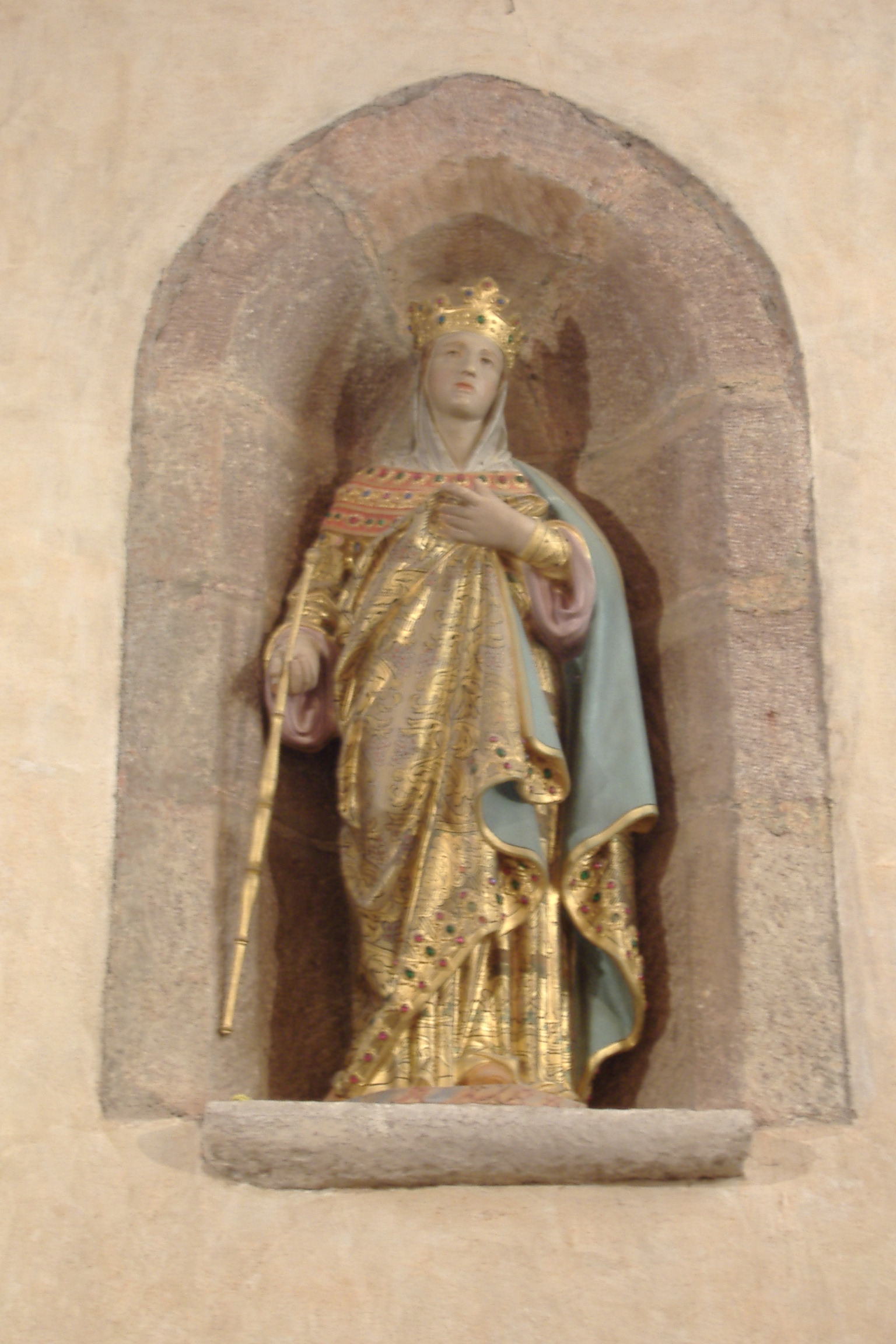
Escultura a l'església d'Aveyron
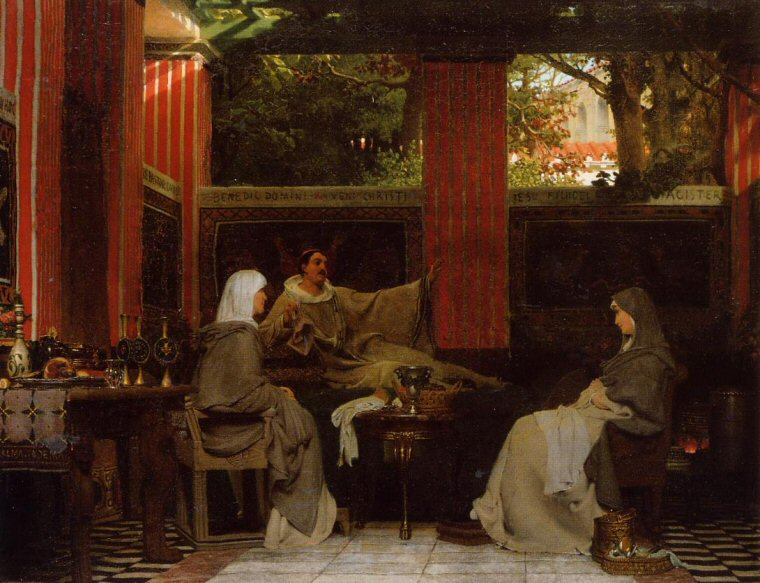
Venanci Fortunat llegeix els seus poemes a Radegunda, de Lawrence Alma-Tadema, 1862
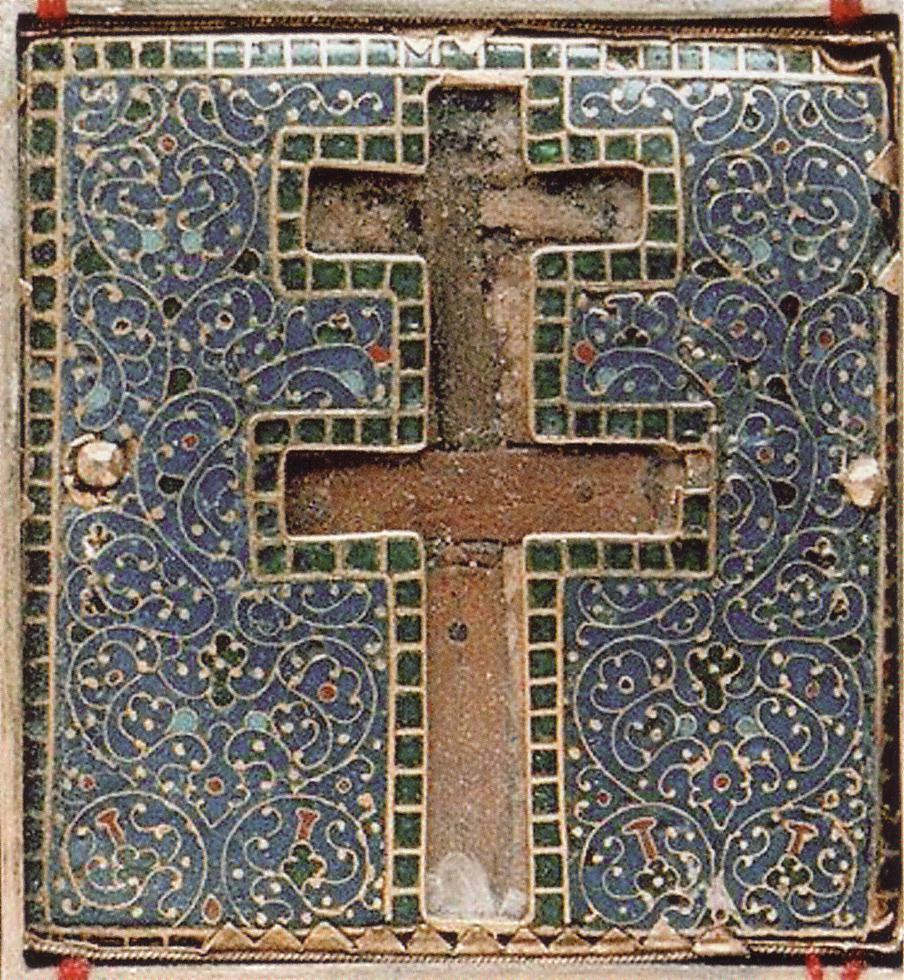
Relicari de la Santa Creu, ofert per Justí II a Radegunda (Poitiers, Musée de Sainte-Croix)

### El miracle de la civada
La tradició diu que Clotari va acceptar la vocació de Radegunda i la va deixar marxar, però de seguida se'n penedí i envià uns soldats a Saix per fer-la tornar a la cort. Quan va veure els soldats, a Saix, Radegunda va fugir i va arribar a un camp on els pagesos sembraven llavors de civada. Miraculosament, la civada va créixer fins a amagar la fugitiva. Els pagesos, en ser preguntats, van poder dir que no havien vist ningú en aquell camp d'ençà que havien estat sembrant. En sentir-ho, els soldats van deixar la persecució i Clotari ja no la molestà més.

### L'abadia de la Santa Creu
Finalment, Clotari feu construir el monestir de Nostra Senyora, a Poitiers, que esdevindria de la Santa Creu, el 569, quan Radegunda va aconseguir una relíquia de la Vera Creu de l'emperador Justí II de l'Imperi Romà d'Orient. Va ser la primera abadia femenina de la Gàl·lia i va adoptar la regla de Cesari d'Arle, però Radegunda no en va voler ser l'abadessa; deixà el càrrec a Agnès de Poitiers.
El monestir es feu conegut per la presència de la reina i per la de Venanci Fortunat, llavors bisbe de Poitiers, que va esdevenir el director espiritual de Radegunda i n'escrigué la biografia. La reina era venerada pels fidels i, en morir, es va tenir per santa; Gregori de Tours dedicà una pàgina de la seva Historia Francorum als seus funerals, que van tenir lloc el 25 d'agost.

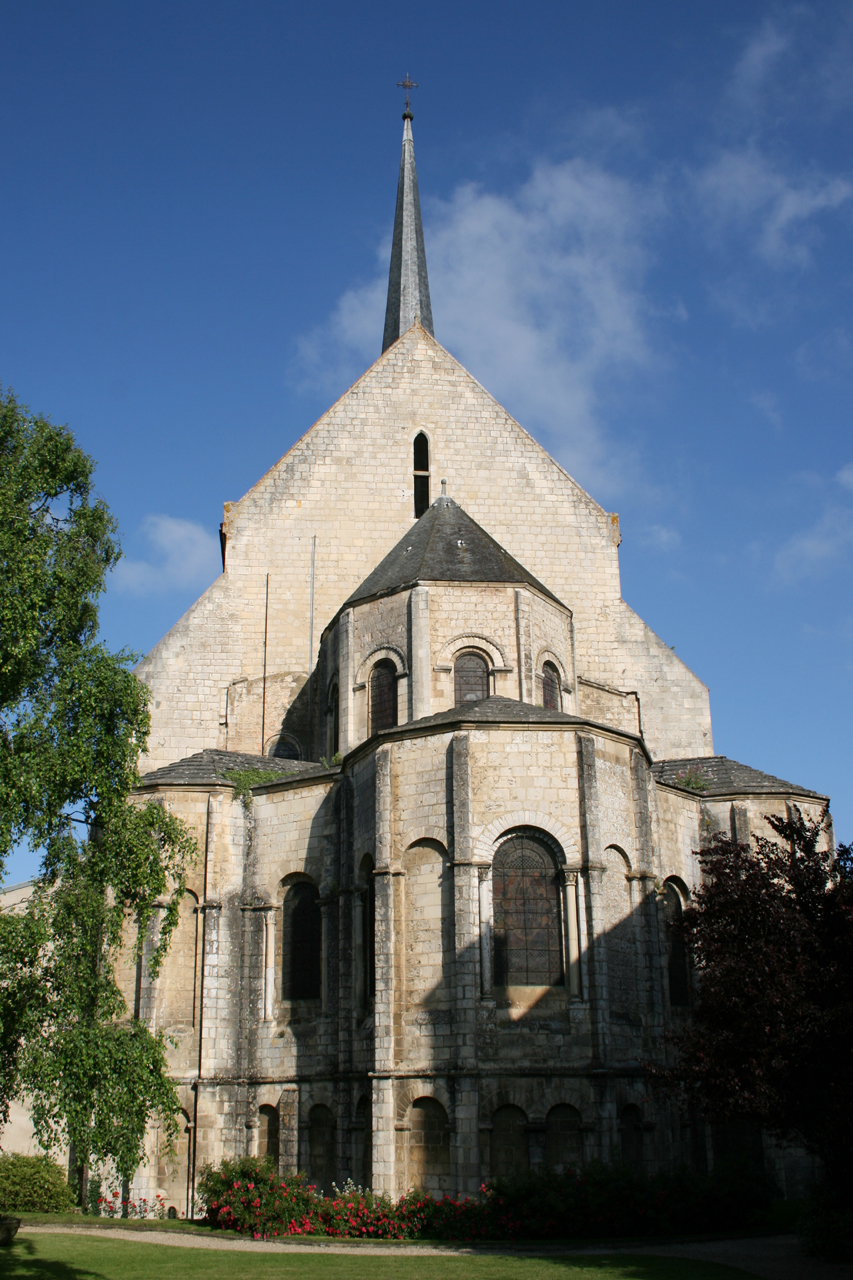
Absis de l'església de Santa Radegunda (Poitiers) (foto de Remi Jouan)
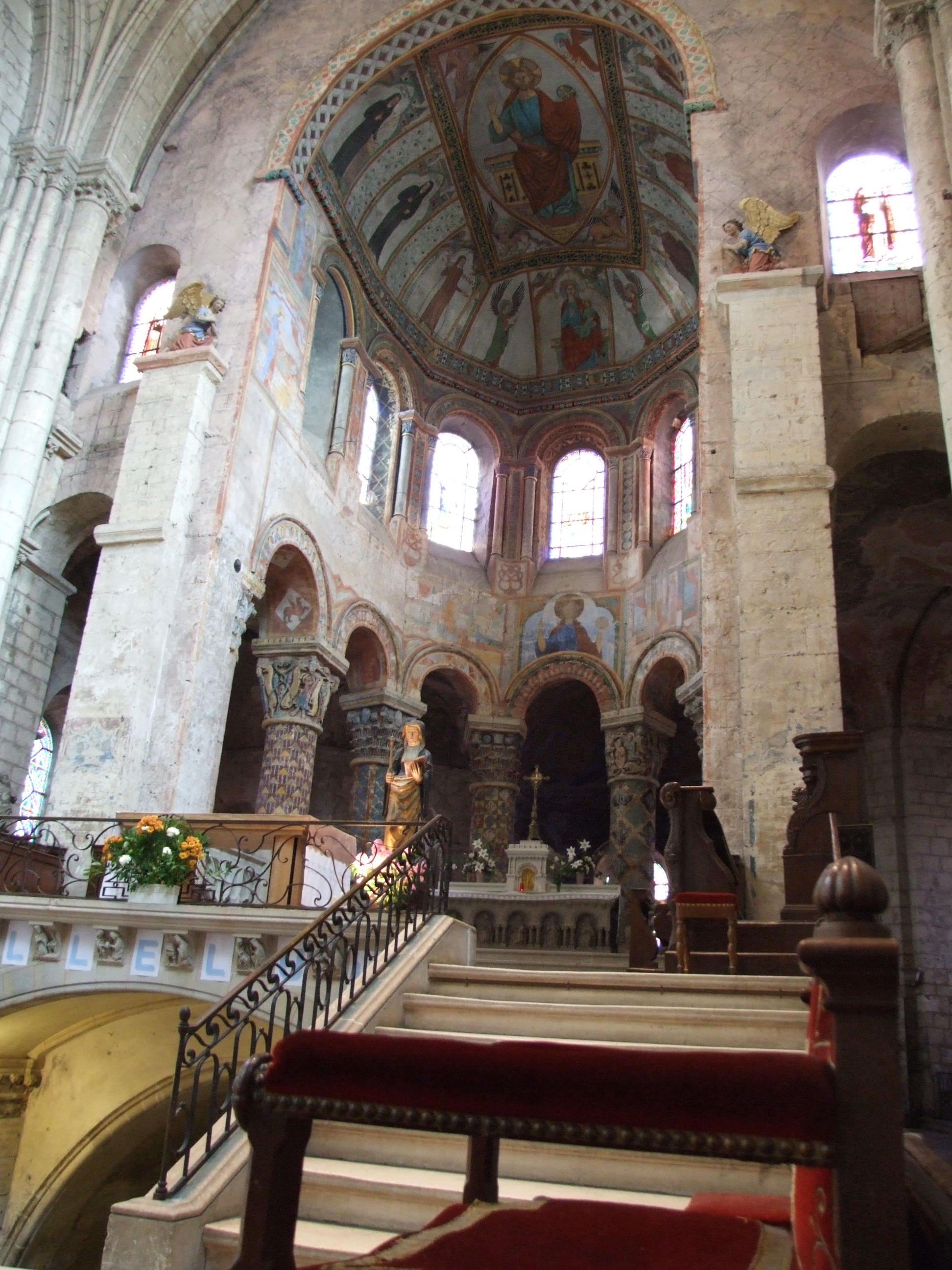
Església de Santa Radegunda (Poitiers): a la cripta hi ha la tomba de la santa
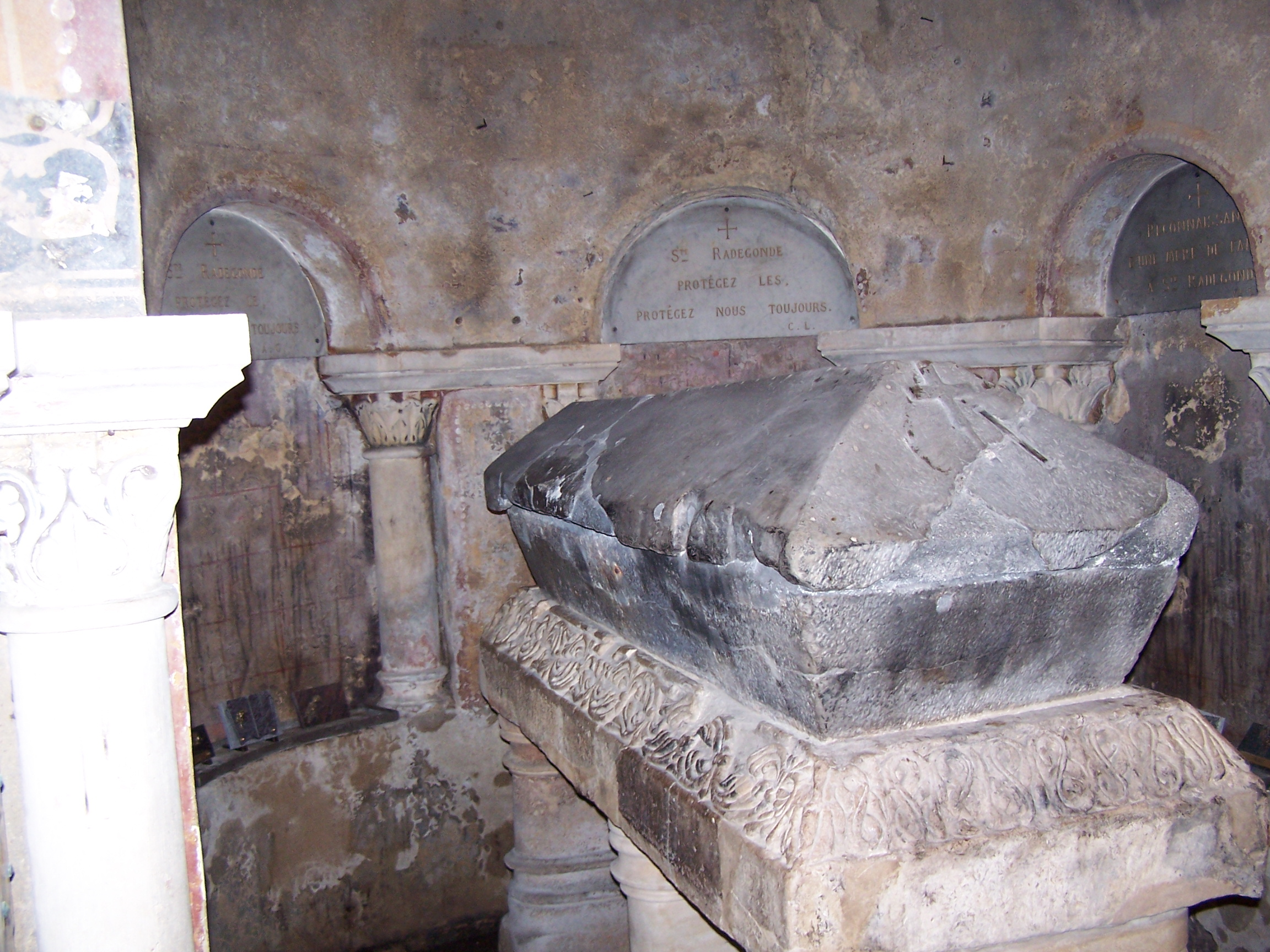
Tomba de la reina a la cripta
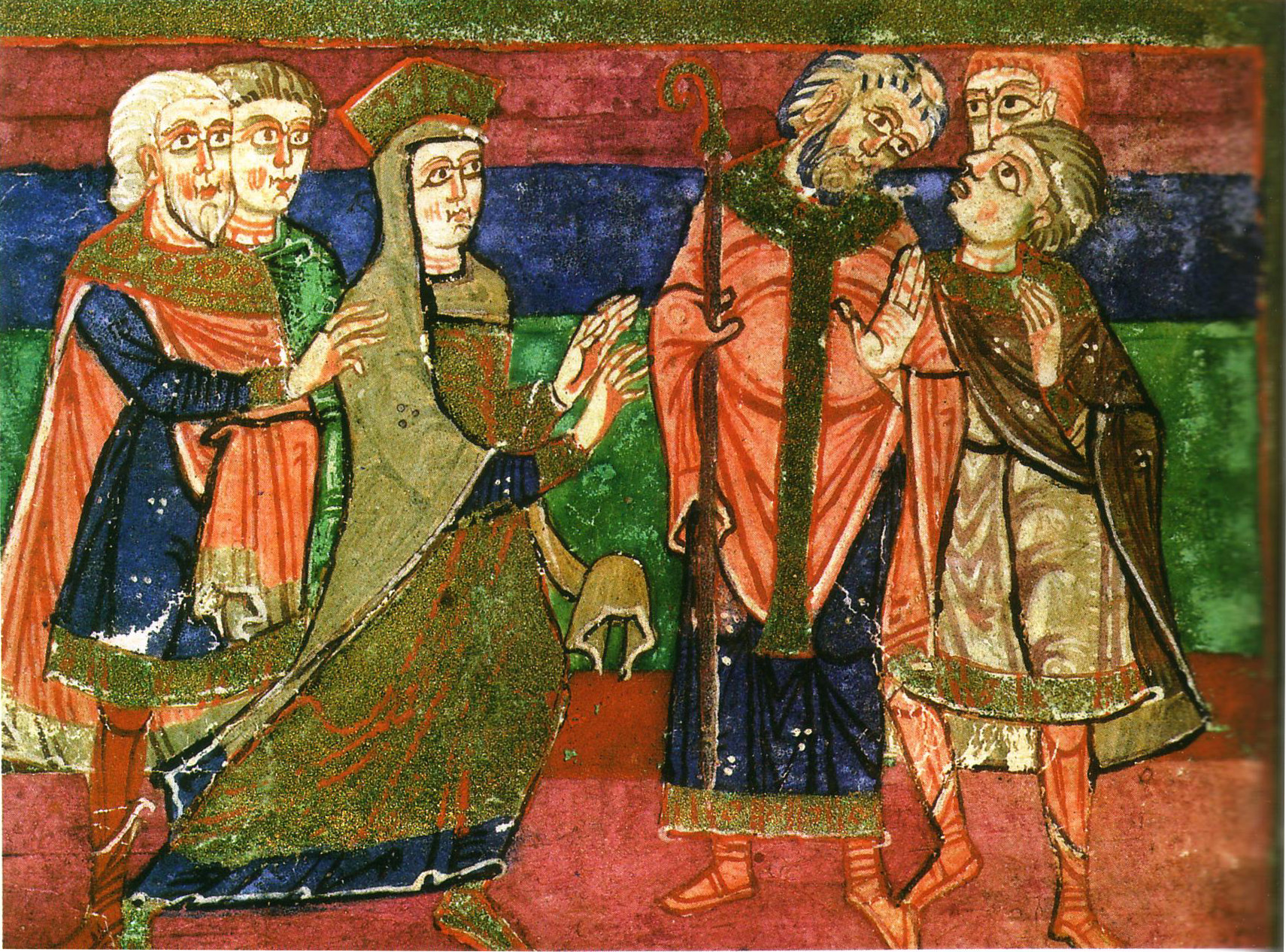
Radegunda decideix retirar-se a un monestir, de la Vita del s. XI (Poitiers, Bib. Municipal)
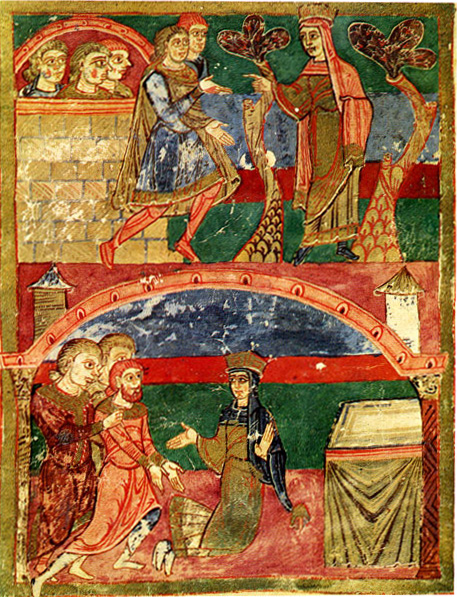
Vita del s. XI (Poitiers, Bib. Municipal)

Va ser sebollida a l'església sepulcral de l'abadia, Santa Maria Extramurs, avui anomenada de Sainte-Radegonde, a Poitiers. Quan les invasions dels normands, les restes van ser traslladades a Saint-Benoît de Quinçay i retornades a Poitiers el 868.